# Elias Holl
Elias Holl (Augusta, 28 febbraio 1573 – Augusta, 6 gennaio 1646) è stato un architetto tedesco, il principale esponente del Rinascimento in Germania.

## Biografia

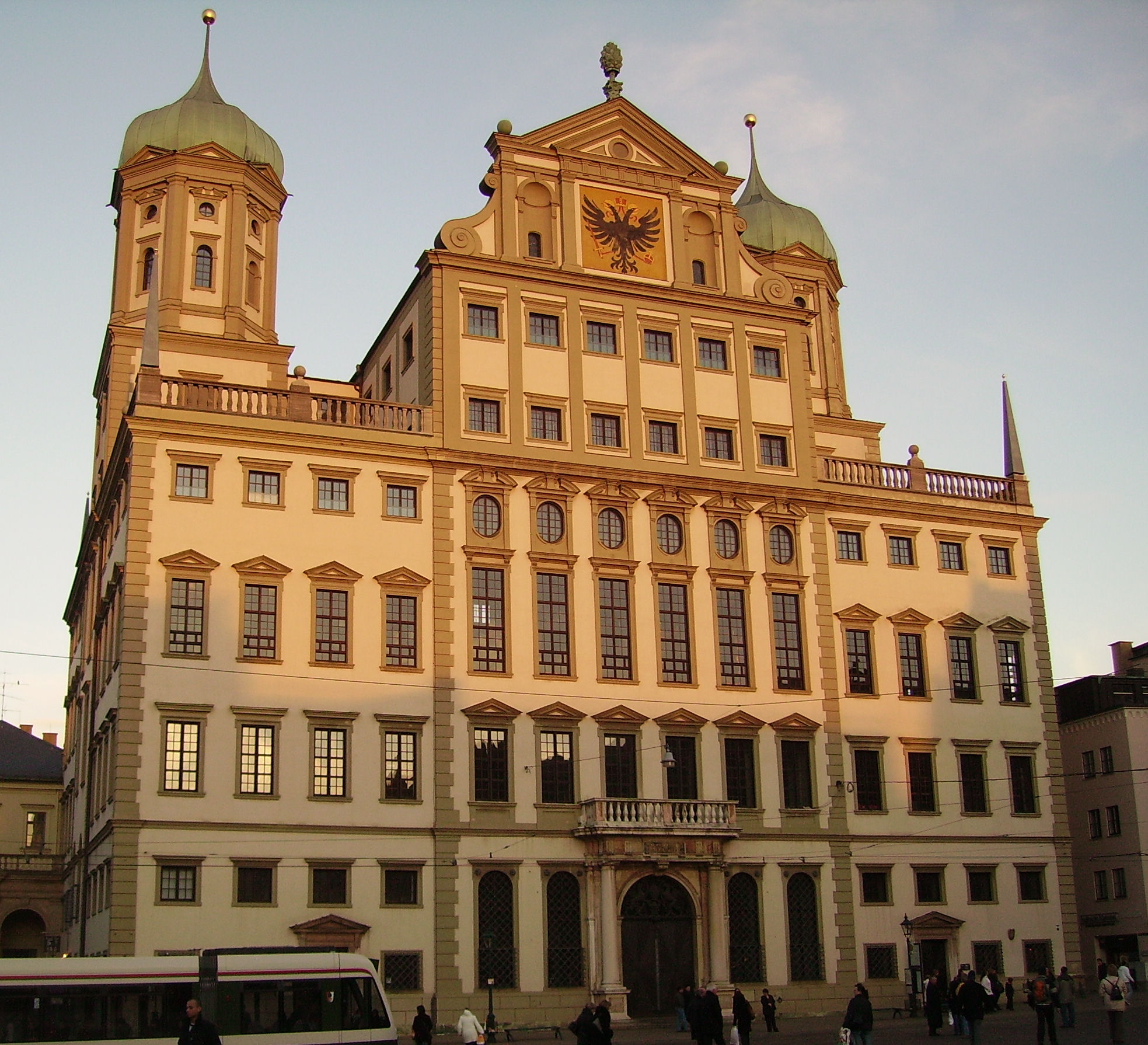
La facciata del Municipio di Augusta

Discendente da una famiglia di architetti, la sua formazione iniziò a seguito di suo padre Hans Holl (1512-1594). Nel 1596 divenne Mastro di Gilda, massimo esponente della Corporazione degli architetti.
Visitò l'Italia ed in particolare Venezia (1600-1601), dove probabilmente studiò l'opera di Andrea Palladio ed altri. Nel 1602 divenne architetto della città di Augusta, in Germania, dove costruì numerosi edifici, quali case, palazzi, magazzini, scuole, l'arsenale e soprattutto il Rathaus, cioè la sede del municipio.
Fra il 1608 e il 1618, ricostruì il Castello di Schwarzenberg a Scheinfeld su commissione del conte Wolfgang Jakob von Schwarzenberg zu Hohenlandsberg.
Il Rathaus (1615-1620, danneggiato durante la seconda guerra mondiale e restaurato) è il suo capolavoro. Riflette l'influenza del rinascimento italiano e dell'architettura manierista; il primo progetto, non realizzato, era ispirato alla Basilica Palladiana di Vicenza. L'edificio costruito riflette, nel suo verticalismo, il gusto germanico, mentre le ali laterali si affidano ad un linguaggio più classicheggiante.
Nel 1629 abbracciò la fede protestante e di conseguenza perdette il prestigioso posto di architetto di città, divenendo semplice geometra. 
Morì il 6 gennaio 1646, e fu sepolto nel cimitero protestante di Augusta.